# كلية الطب (جامعة المنصورة)

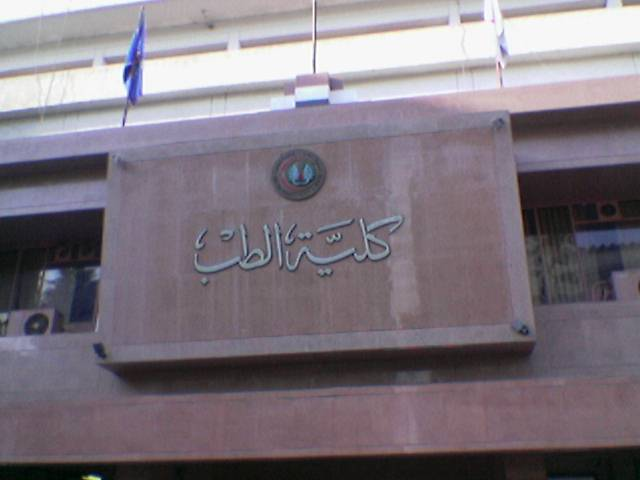
واجهة كلية الطب جامعة المنصورة

كلية الطب جامعة المنصورة هي كلية حكومية مصرية تلتزم بتقديم مستوى عالي التميز في التعليم والتدريب الطبي وتقديم خدمات صحية متميزة للمجتمع عن طريق المراكز الطبية المتخصصة وكذلك الارتقاء بالبحث العلمي.

## تاريخ الكلية
- تعتبر كلية الطب النواة الأولى لجامعة المنصورة.
- في عام 1962 صدر القرار الجمهوري بقانون رقم 1947 بإنشاء كلية طب المنصورة تابعة لجامعة القاهرة ويكون مقرها مدينة المنصورة.
- أشرف على إنشاء الكلية وتولى الإدارة بها في ذلك الوقت الأستاذ الدكتور إبراهيم أبو النجا.
- بدأت الدراسة بالكلية في العام الجامعي 1962-1963 في أحد مباني مدرسة المنصورة الثانوية للبنين.
- في العام 1967-1968 صدر قرار وزاري بنقل تبعية مستشفى المنصورة الجامعي إلى كلية الطب ليصبح مستشفى جامعيا اعتبارا من العام 1968-1969.
- قطعت الكلية شوطا كبيرا من الإنجازات في فترة زمنية وجيزة بفضل جهد وعطاء من تولوا إدارتها وتحملوا أمانة العمل فيها بكل صدق وتولوا عماداتها.
- انتقلت الدراسة بكلية طب المنصورة إلى مبناها الحالي في عام 1968 وكان عدد الطلاب عند بدء الدراسة في العام الجامعي 1962-1963 هو 157 طالبًا وتضاعف عدد الطلاب حاليا.
- تخرجت الدفعة الأولى من الكلية في العام الجامعي 1967-1968 وكان عدد الخريجين 64 طبيب وطبيبة منهم 30 يشغلون درجة أستاذ حاليا.

## الأقسام العلمية

### الأقسام الأكاديمية
- التشريح وعلم الأجنة
- الباثولوجى التشريحي
- الطفيليات الطبية
- الفارماكولوجيا الاكلينيكية
- الفسيولوجيا الطبية
- الكيمياء الحيوية
- الميكروبيولوجيا والمناعه الطبية
- الهستولوجي
- التعليم الطبي

### الأقسام السريرية
- طب الأطفال
- جراحه المخ والأعصاب
- جراحة الأوعيه الدموية
- أمراض النساء والتوليد
- جراحة العظام
- جراحه القلب والصدر

- الأنف والأذن والحنجرة و جراحة الرأس والرقبة
- القلب والأوعية الدموية
- علاج الأورام والطب النووي
- الجراحة العامة
- التخدير والعناية المركزة الجراحية وعلاج الألم
- الصحة العامة وطب المجتمع

- الأمراض الجلدية والتناسلية والذكورة
- طب وجراحة العيون
- الأمراض الباطنة
- الباثولوجيا الإكلينيكية
- طب المخ والأعصاب
- الأشعة التشخيصية
- الأمراض المتوطنة
- جراحة المسالك البولية
- الطب النفسي
- جراحه التجميل والحروق
- الطب الطبيعى والروماتيزم والتأهيل
- الطب الشرعي والسموم الإكلينيكية
- الامراض الصدرية
- جراحة الأورام

## المراكز والمستشفيات
- مركز الأورام.
- مركز جراحة الجهاز الهضمي.
- مركز الكلى والمسالك البولية (مركز غنيم).
- مركز طب وجراحة العيون.
- مستشفى الطوارئ.
- مستشفى الأطفال الجامعي.
- مستشفى الباطنة التخصصي.
- مركز جراحة الجهاز الهضمي.